# Dakota Mathias
Dakota Daniel Mathias, né le 11 juillet 1995 à Lima dans l'Ohio, est un joueur américain de basket-ball évoluant au poste d'arrière.

## Biographie
Le 30 novembre 2020, il signe un contrat two-way avec les 76ers de Philadelphie. 
Le 18 janvier 2021, il est coupé.
Le 30 décembre 2021, il s'engage avec les Grizzlies de Memphis.